# Julio Abbadie
Julio César Abbadie Gismero (7. září 1930, Canelones, Uruguay – 16. července 2014) byl uruguayský fotbalový útočník a reprezentant.
Ve své kariéře hrál za kluby CA Peñarol (Uruguay, 1950–1956 a 1962–1969) a italské FC Janov (1956–1960) a Calcio Lecco 1912 (1960–1962).
Účastník Mistrovství světa 1954 ve Švýcarsku, kde vstřelil v základní skupině dva góly Skotsku (výhra 7:0). Uruguay obsadila na šampionátu konečné 4. místo. Celkem odehrál v dresu národního týmu 26 zápasů a nasázel do sítí soupeřů 14 branek.